# 李柄圭
もしかして
- 李炳圭

ではありませんか？